# Ctenoplusia albolimbalis
Ctenoplusia albolimbalis là một loài bướm đêm trong họ Noctuidae.